# Sepise
Sepise is een plaats in de Estlandse gemeente Saaremaa, provincie Saaremaa. De plaats heeft de status van dorp (Estisch: küla).
Tot in oktober 2017 behoorde Sepise tot de gemeente Kihelkonna. In die maand werd Kihelkonna bij de fusiegemeente Saaremaa gevoegd.

## Bevolking
De ontwikkeling van het aantal inwoners blijkt uit het volgende staatje:
| Jaar            | 2000 | 2011 | 2018 | 2020 | 2021 |
| --------------- | ---- | ---- | ---- | ---- | ---- |
| Aantal inwoners | 2    | 1    | < 4  | < 4  | 4    |

## Geografie
Sepise ligt op het schiereiland Tagamõisa in het noordwesten van het eiland Saaremaa. Ten zuidoosten van Sepise ligt het natuurreservaat Kesknõmme looduskaitseala.

## Geschiedenis
Sepise werd voor het eerst genoemd in 1689 onder de naam Seppaste Matzi Wittwe Dio, een boerderij op het landgoed van Tagamõisa. Pas in 1923 werd de plaats als dorp genoemd.
Tussen 1977 en 1997 hoorde Sepise bij het buurdorp Tagamõisa, dat in die tijd Tagala heette.